# Rubyvale
Rubyvale är en ort i Australien. Den ligger i kommunen Central Highlands och delstaten Queensland, omkring 700 kilometer nordväst om delstatshuvudstaden Brisbane. Antalet invånare är 510.
Trakten runt Rubyvale är nära nog obefolkad, med mindre än två invånare per kvadratkilometer.. Närmaste större samhälle är Sapphire, nära Rubyvale. 
Omgivningarna runt Rubyvale är i huvudsak ett öppet busklandskap.  Genomsnittlig årsnederbörd är 814 millimeter. Den regnigaste månaden är januari, med i genomsnitt 141 mm nederbörd, och den torraste är augusti, med 14 mm nederbörd.